# Fredrik Eriksson (ishockeymålvakt)
Fredrik "Grizzly" Eriksson, född 30 januari 1980 i Kristinehamn, Sverige, är en svensk ishockeymålvakt som för närvarande spelar för HC Vita Hästen i division 1.
Eriksson spelade tre säsonger för Färjestads BK i början av 2000-talet där han främst agerade som lagets andremålvakt. Han har även spelat för Bofors IK i Allsvenskan under ett flertal säsonger.

## Klubbar
- Färjestads BK
- Bofors IK
- Västerås HC
- Kristinehamn
- HC Vita Hästen